# Phaenopoma nigropunctatum
Espèce
Synonymes
- Nesis nigropunctatus O. Pickard-Cambridge, 1883

Phaenopoma nigropunctatum est une espèce d'araignées aranéomorphes de la famille des Thomisidae.

## Distribution
Cette espèce est endémique d'Afrique du Sud.

## Publication originale
- O. Pickard-Cambridge, 1883 : On some new genera and species of spiders. Proceedings of the Zoological Society of London, vol. 1883, p. 352-365 (texte intégral).